# Joseph d'Aguilar Samuda
Pour les articles homonymes, voir Samuda.
Joseph d'Aguilar Samuda, né le 21 mai 1813 à Londres où il est mort le 27 avril 1885, est un ingénieur et homme politique anglais. 

## Biographie
Né à Londres, il est le fils cadet d'Abraham Samuda et le frère de Jacob Samuda. Il commence sa carrière dans le bureau de comptabilité de son père, mais en 1832, il rejoint son frère aîné pour fonder la Samuda Brothers.
Joseph et son frère Jacob s'établissent comme ingénieurs navals et constructeurs navals sur l'Île aux Chiens, dans les Docklands. Pendant les dix premières années, l'entreprise se consacre principalement à la construction de moteurs marins. En 1843, ils se lancent dans la construction navale et, à partir de cette date, malgré la mort de Jacob dans un accident sur la Tamise, l'entreprise continue de construire des bateaux à vapeur en fer pour la Royal Navy, la marine marchande, le transport de passagers et le service postal, ainsi que des yachts royaux et des bateaux fluviaux. Nombre de ces navires sont construits sous la direction personnelle de Joseph Samuda. En 1860, il participe à la création de la Royal Institution of Naval Architects, dont il est le premier trésorier, puis vice-président. Il contribue fréquemment à ses comptes rendus. En 1862, il devient membre de l'Institution of Civil Engineers, dont il contribue également aux actes.
En 1841, il publie A Treatise on the Adaptation of Atmospheric Pressure to the Purposes of Locomotion on Railways . En conséquence, il est invité par les directeurs du London and Croydon Railway (en) à fournir du matériel pour faire fonctionner leurs trains sur le principe du chemin de fer atmosphérique entre London Bridge et Epsom. La première étape de ce projet (entre Croydon et Forest Hill) ouvre en janvier 1846, mais le système de propulsion rencontre de nombreux problèmes. Le London and Croydon Railway devient une partie du London Brighton and South Coast Railway (en) en juillet, et le nouveau conseil d'administration invite Samuda à exploiter le nouveau chemin de fer atmosphérique en échange d'un forfait. Cependant, lorsque de nouveaux problèmes de propulsion deviennent apparents dans la deuxième section de ligne à équiper (entre Forest Hill et New Cross en 1847), la méthode de propulsion atmosphérique est abandonnée et le matériel vendu.

### Politique
Joseph Samuda a également mené une importante carrière parlementaire. Il est membre du Metropolitan Board of Works de 1860 à 1865, après quoi il entre au Parlement comme député libéral de Tavistock. Il siège dans cette circonscription jusqu'en 1868, date à laquelle il est réélu pour Tower Hamlets, qu'il représente jusqu'en 1880. Il perd ensuite son siège en raison de son soutien à la politique étrangère de Benjamin Disraeli. Lorsqu'il siégeait à la Chambre, il s'exprimait avec beaucoup d'autorité sur tous les sujets liés à sa profession. Certains de ses discours sont décrits comme des « trésors de connaissances techniques et politiques ». Il a abandonné le judaïsme et est enterré au cimetière de Kensal Green, à Londres. En 1837, il avait épousé Louisa Ballin, fille de Samuel Ballin de Holloway.
Le Samuda Estate (en), situé sur le site de son chantier naval, à Cubitt Town (en), porte son nom et celui de son frère, ainsi que Ballin Court, du nom de son épouse, Louisa. Ils vivaient au 7 Gloucester Square, à Bayswater, et avaient une fille prénommée Ada.